# CKKS-FM
CKKS-FM est une station de radio canadienne anglophone basée à Vancouver, en Colombie-Britannique. Elle appartient à Rogers Media, filiale du groupe de télécommunication Rogers Communications.
Elle est disponible sur la fréquence 104,9 MHz sur la région de Vancouver, et sur 107,5 MHz à Chilliwack, ville dont dépend sa licence d'exploitation d'une station de radio.
Elle est l'une des trois principales radios musicales de Vancouver, et a pour principaux concurrents CFBT-FM (The Beat 94.5) et CKZZ-FM (Virgin Radio 95.3).